# Zariadres (filho de Isdigerdes II)
Zariadres (em grego: Ζαριάδρης; romaniz.: Zariádrēs; m. 485) ou Zaré (em armênio/arménio: Զարեհ; romaniz.: Zareh) foi um príncipe sassânida do século V, filho de Isdigerdes I (r. 438–457), que reivindicou o trono de seu irmão Balas (r. 484–488).

## Nome
Zariadres (Ζαριάδρης, Zariádrēs) ou Zadriadres (Ζαδριάδρης; Zadriádrēs) são as formas gregas do iraniano antigo *Zariatra (*Zari āθra), "com fogo dourado". Foi registrado em inscrições em aramaico, localizadas em Sevã e Siunique e datadas do reinado de Artaxias I (r. 189–160 a.C.), na forma Zeritre (Zrytr / Zryhr). Também ocorreu em armênio como Zaré (Զարեհ, Zareh) através da forma intermediária não atestada *Zareri.

## Vida
O historiador armênio Lázaro de Farpe é o único a mencionar sua tentativa frustrada de tomar o poder na qual os armênios tiveram um papel importante. Alegou-se que Zariadres era o segundo filho de Perozes I (r. 459–484), mas os estudiosos contemporâneos designam-no por unanimidade como o irmão de Balas e Perozes I, o que faria dele um dos filhos de Isdigerdes I (r. 438–457). Após a morte de Perozes I e a captura de seu filho e futuro xainxá Cavades I (r. 488-496), Balas foi proclamado rei pela nobreza e sacerdotes masdeístas. Zariadres, insatisfeito com esta escolha, elevou-se, com apoio de muitos. Balas foi forçado a lutar e recorreu à Vaanes I, com quem veio a fazer a paz; o último enviou a cavalaria armênia comandada por seu sobrinho Gregório Mamicônio, filho de Vasaces, e por Verém, príncipe de Vananda. Zariadres, derrotado pelos armênios, refugiou-se nas passagens montanhosas, mas foi capturado e "abatido como um animal" em 485.